# Impatto mortale (film 1984)
Impatto mortale è un film italiano del 1984, diretto da Fabrizio De Angelis.

## Trama
Kevin Kock è un poliziotto che dà la caccia a due killer spietati legati al giro delle scommesse di Las Vegas. Malvisto dai suoi colleghi per aver fatto incriminare due colleghi corrotti, Kevin chiede aiuto a Lou Payne, un amico pilota di elicotteri, per portare avanti l'indagine.